# Hardin County (Illinois)
Hardin County is een county in de Amerikaanse staat Illinois.
De county heeft een landoppervlakte van 462 km² en telt 4.800 inwoners (volkstelling 2000). De hoofdplaats is Elizabethtown.

## Bevolkingsontwikkeling

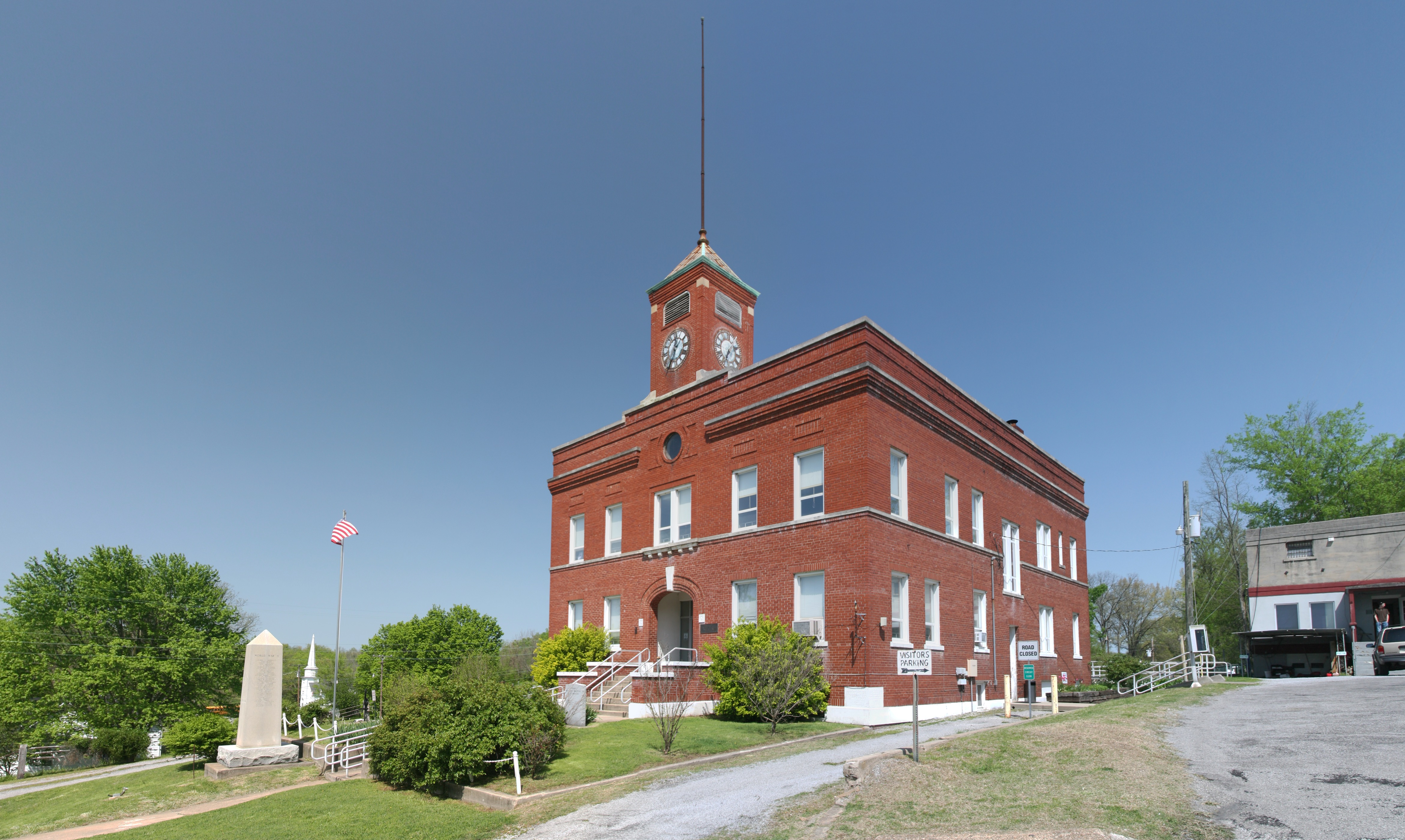
Hardin County Courthouse